# بسمان (اسم)
بسمان هو اسم علم مذكر من أصل عربي، ومعناه هو جاء على صيغة الصفة المشبهة على وزن فعلان الدائم التبسم البشوش.

## وصلات خارجية
- موسوعة السلطان قابوس لأسماء العرب